# Ducatul Milanului
Ducatul de Milano a fost un stat constituent al Sfântului Imperiu Roman, în ceea ce este acum nordul Italiei. Creat în 1395, incluzând douăzeci și șase de orașe și o zonă rurală largă situată între dealurile din Montferrat și laguna venețiană, ducatul a fost cucerit de austrieci în timpul Războiului succesiunii spaniole, ca în 1714 Austriei să i se recunoască stăpânirea prin Tratatul de la Baden. A rămas o posesie austriacă până în 1796, când este cucerit de o armată franceză condusă de Napoleon Bonaparte, și a încetat să existe un an mai târziu, ca urmare a Tratatului de la Campo Formio, când Austria îl cedează nou formatei Republici Cisalpine.
După înfrângerea lui Napoleon, Congresul de la Viena din 1815 a reconstruit mai multe state distruse de acesta, dar ducatul de Milan nu a fost printre ele. În schimb, fostul său teritoriu a devenit parte a regatului lombardo-venețian, cu împăratul Austriei ca rege. În 1866 acest regat a fost anexat de către noul Regat al Italiei.

## Istoria

### Origini
Ducatul de Milan (Ducatus Mediolani), a fost creat pe 1 mai 1395, când Gian Galeazzo Visconti, senior al Milanului, a primit de la regele romano-german Venceslau titlul de Duce de Milano contra plății sumei de 100 000 de florini. În același an ducele Gian Galeazzo a primit de la regele Venceslau și titlul de Conte de Pavia. La înființarea sa Ducatul de Milano includea 26 de orașe dintre dealurile din Montferrat la lagunele Veneției, incluzând toate fostele orașe ale Ligii Lombarde.
În timpul domniilor familiilor Visconti și Sforza, ducatul a trebuit să-și apere teritoriul său de elvețieni, francezi și venețieni, până la trădare de la Novara în 1500, atunci când ducatul a trecut în sfera franceză, la cererea regelui Ludovic al XII-lea.
Milano s-a autodeclarat republică, în ciuda faptului că ducele de Orleans era moștenitorul legitim prin tratat. Așa-numita Republică Ambroziană a fost însă de scurtă durată. Condotierul Francesco Sforza, care s-a căsătorit cu Bianca Maria Visconti, fiica nelegitimă a ducelui Filippo Maria Visconti, a preluat Ducatul de Milano în 1450 și a devenit duce.

### Conducerea franceză
În 1498 ducele de Orleans a devenit rege al Franței ca Ludovic al XII-lea, continuând cererile tatălui său asupra Milanului. A invadat ducatul în 1499 înlăturându-l pe Lodovico Sforza. Francezii au condus ducatul până în 1512 când au fost înlăturați de elvețian, care l-a pus pe fiul lui Lodovico, Massimiliano, pe tron. Domnia lui Massimiliano nu a fost de lung durată. Francezii, conduși acum de Francisc I, au reinvadat Milanul în 1515 și și-au reafirmat controlul în Bătălia de la Marignano. Franța a luat prizonier pe Massimiliano, dar sunt din nou alungați în 1521, de data aceasta de către austrieci, care l-au instalat pe fratele mai mic al lui Massimiliano, Francesco Sforza al II-lea.
După înfrângerea Franței la Pavia în 1525 și retragerea trupelor imperiale, Francesco a aderat în Liga de la Cognac împotriva împăratului, alături de Republica Veneției, Florența, Statul Papal și francezi. Acest lucru a dus repede la înlăturarea sa, dar a reușit să-și păstreze puterea în diferite orașe din ducat, fiind reînscăunat la Milano după pacea încheiată la Cambrai în 1529.
În 1535, când Francesco a murit fără moștenitori, problema succesiunii a reapărut, dar și împăratul romano-german și regele Franței doreau să ia în stăpânire ducatul, ceea ce a cauzat mai multe războaie. Ducatul de Parma a fost fondat în 1545 teritoriul său provenind din Ducatul de Milano și fiind situat la sud de râul Po, ca fief pentru fiul nelegitim al papei Paul al III-lea, Pier Luigi Farnese.
Împăratul a preluat ducatul în cele din urmă cu care l-a înfeudat pe fiul său Filip. Ducatul intră în posesia Spaniei, francezii recunoscând conducerea spaniolă prin Tratatul de la Cateau-Cambrésis din 1559.

### Conducerea habsburgică
Ducatul de Milano a rămas sub administrație spaniolă până la Războiul de succesiune spaniol din secolul al XVIII-lea. După moartea lui Carol al II-lea, posesiunile sale erau moștenite de Filip de Anjou, căruia i s-a opus arhiducele Carol de Austria, care avea, de asemenea, pretenții la coroana spaniolă.
Pe 26 septembrie 1706 trupele austriece au intrat în Milano, învingând trupele Spaniei. Această situație a confirmat în mod legal dominația austriecă prin tratatul de la Utrecht. Ducatul a fost în cele din urmă ratificat ca posesia a Habsburgilor de tratatul de la Baden din 1714.

### Republica Cisalpină
Ducat a rămas în mâinile austriecilor până când a fost cucerit de armata franceză a lui Napoleon Bonaparte în 1796. Ducatul a fost cedat de Austria prin tratatul de la Campo Formio din 1797, formând o parte centrală a noii Republici Cisalpine. După înfrângerea lui Napoleon, pe baza deciziilor Congresului de la Viena, ducatul Milanului nu a fost restaurat. Ducat a devenit parte a Regatului lombardo-venețian, un constituent al Imperiului Austriac și cu împăratul Austriei ca rege. Acest regat a încetat să mai existe atunci când partea rămasă din ea a fost anexată la Regatul Italiei în 1866.